# دانيال جي. بيرك
دانيال جي. بيرك هو سياسي أمريكي، ولد في 17 ديسمبر 1951 في شيكاغو في الولايات المتحدة. نشط حزبياً في الحزب الديمقراطي. وقد انتخب عضو مجلس نواب إلينوي ‏.